# 福鼎話
福鼎话，又称桐山话，是闽语闽东片的一种方言，通行于福建省宁德的福鼎市大部分地区（北部与浙江接壤的部分地区则用浙南闽语）。在语言学中，福鼎话属闽东片福宁小片，以桐山镇的口音为标准口音。
福鼎话属闽东片的一种方言，但因临近浙江省，与浙江省交往频繁，因此受到蛮讲、浙东南小片、吴语温州话的一定影响，使之在闽东片中独具特色。福鼎县境内也存在一些福州话、莆田话、汀州话、畲话和浙南闽南语的方言岛，但使用这些方言的人，在村内用自己的母语，出村则用福鼎话。

## 音韵体系
1990年代縣志記錄福鼎话有15个声母、41个韵母和7个声调。2007年秋谷裕幸調查距離縣城32公里的福鼎市白琳鎮音系，記錄了聲母18個、韻母42個，7個聲調（發音人：裘见斌，1955年生，茶葉廠商人；陈玉生，1942年生，木偶戲演員）。

### 声母
福鼎话有15个声母。福鼎话声母h在i行声母前发音部位较靠前，发成ç。

### 韵母
福鼎话计有41个韵母，其中单韵母5个，复韵母14个，鼻音尾韵母11个，塞音尾韵母11个。
福鼎话的阳入字大部分丢失喉塞音韵尾。

### 声调
| 標號 | 1         | 2         | 3       | 4       | 5       | 6     | 7          |
| 調類 | 陰平      | 陽平      | 上聲    | 陰去    | 陽去    | 陰入  | 陽入       |
| 音值 | ˦˦˥ (445) | ˨˩˨ (212) | ˥˥ (55) | ˥˧ (53) | ˨˨ (22) | ˥ (5) | ˨˧ (23/23) |
| 例字 | 詩        | 時        | 死      | 試      | 示      | 識    | 實         |

注：加下划线者发音短促。

## 连读变调
两字拼合组成一个词时，前一个字因后一个字的声调而发生声调变化，后字则一律不变调。其变化的规律如下：
- 前音节为阴平时，后音节除了上声使得前音节变成一样的上声（55）以外，其它声调都使前音节变为阳去（22），例如：春445天445→春天22 445，天445井55→天井55 55。

- 前音节为阳平时，后字无论是什么声调，连读时前字通通变成半阳平（21），例如：年212货22→年货21 22，粮212食23→粮食21 23。

- 前音节为上声，后音节为阴声调或入声时，都变成半阴平（44），例如：手55套53→手套44 53；后字为阳平或阳去时，变为34，例如：语55文212→语文34 212；后字为上声则变为阳去，例如：手55表55→手表22 55。

- 前音节为阴去，后为阴声调或入声时，变为半阴平（44），例如：照53顾53→照顾44 53；后字为阳平或阳去时，变为34，例如：战53场212→战场34 212；后字为上声时，变为阳去22，例如：报53表55→报表22 55。

- 前字为阳去时无论后字是什么声调，连读时前字都是阳去调，即连读时不变音。

- 前字为入声调时，后字无论是什么音调，连读时都变成阳入。例如：发5票53→发票2 53，局23长53→局长2 53。

## 脚注
1. 1 2 3 4 5 6  林守无. . . 福州: 海风出版社. 2003: 883—918. ISBN 7805972907.
2. ↑  秋谷裕幸. . 福建人民出版社. 2010: 21.